# Cornelia Pieper
Pour les articles homonymes, voir Pieper.
Cornelia Pieper, née Richter le 4 février 1959 à Halle, est une femme politique allemande du Parti libéral-démocrate (FDP), dont elle est vice-présidente fédérale en 2005.
Vice-présidente du Landtag de Saxe-Anhalt de 1990 à 1994, elle est ensuite élue députée au Bundestag, puis devient vice-présidente fédérale du FDP en 1997. Quatre ans plus tard, elle est nommée secrétaire générale fédérale par le nouveau président du parti, Guido Westerwelle, avant de retrouver, aux régionales de 2002, le Landtag de Saxe-Anhalt, où elle préside le groupe FDP. Elle renonce rapidement à ce mandat pour retourner au Bundestag, et retrouve en 2005 un poste de vice-présidente fédérale du parti. À la suite de la formation d'une coalition noire-jaune au niveau fédéral en 2009, elle est nommée ministre d'État de l'office des Affaires étrangères.

## Biographie
Elle obtient son Abitur en 1979, puis suit des études de russe et de polonais à Leipzig et Varsovie. En 1982, elle décroche son diplôme d'interprète. Elle travaille ensuite dans le secteur touristique et culturel, puis devient indépendante en 1996.

## Vie politique

### Au sein du FDP
En 1990, elle adhère au Parti libéral-démocrate (FDP), et intègre le comité directeur fédéral trois ans plus tard. Elle est élue présidente de la fédération FDP en Saxe-Anhalt en 1995.
Deux ans plus tard, en mai 1997, elle devient vice-présidente fédérale du parti pour quatre ans. À l'issue de ce mandat, elle succède à Guido Westerwelle au poste de secrétaire générale fédérale. Remplacée par Dirk Niebel en mai 2005, elle retrouve alors un poste de vice-présidente fédérale du parti.

### Au niveau institutionnel
Cornelia Pieper est élue députée au Landtag de Saxe-Anhalt en 1990 et en devient vice-présidente. Elle doit renoncer à ce mandat en 1994, après l'exclusion de son parti du Landtag aux élections régionales. Élue députée fédérale au Bundestag peu après, elle exerce ce mandat huit ans, puis revient au parlement régional de Saxe-Anhalt à la suite des élections régionales du 21 avril 2002 et y prend la présidence du groupe FDP. Elle renonce à son siège dès le mois de septembre suivant, afin de retourner au Bundestag.
Vice-présidente du groupe FDP au Bundestag de 1998 à 2001, elle préside de la commission de l'Éducation, de la Recherche et de l'Évaluation technologique à partir de février jusqu'à novembre 2005, puis en devient vice-présidente. Elle a été nommée ministre d'État de l'office des Affaires étrangères en octobre 2009.